# Adrià Figueras
Adrià Figueras Trejo (Barcelona, 31 de agosto de 1988) é um handebolista profissional espanhol, medalhista olímpico.

## Carreira
Figueras conquistou a medalha de bronze com a Seleção Espanhola de Handebol Masculino nos Jogos Olímpicos de Verão de 2020 em Tóquio, após derrotar a equipe egípcia por 33–31 na disputa pelo pódio. Nos Jogos Olímpicos de Verão de 2024, em Paris, conquistou a medalha de bronze no torneio masculino do handebol, após vencer confronto contra a equipe eslovena por 23–22 na disputa pelo terceiro lugar.